# Stiefelsbach
Der Stiefelsbach ist ein etwa über 6 Kilometer langer Bach und orographisch rechter Zufluss des Eulenbachs auf der Gemarkung der Stadt Rheinbach im nordrhein-westfälischen Rhein-Sieg-Kreis.

## Geographie

### Verlauf
Die Quelle liegt im Naturschutzgebiet Rheinbacher Wald östlich des Rheinbacher Wohnplatzes Merzbach. Je nach Wasserstand fließt von Süden Wasser aus dem Hennesterbach, einem korrigierten Wiesengraben, sowie dem östlich gelegenen Schnellchesbach zu. Der Stiefelsbach verläuft in nördlicher Richtung in den Rheinbacher Wald hinein. Nördlich des Katharinenweihers fließt von Westen kommend der Schlebacher Bach zu. Je nach Wasserstand fließt weiteres Wasser über den südlich gelegenen Forstweiher zu. Der Stiefelsbach fließt weiter in vorzugsweise nördlicher Richtung in das Stadtgebiet von Rheinbach hinein. Im Stadtpark von Rheinbach entwässert er in den Eulenbach, dessen linker Hauptstrang-Oberlauf als Gräbbach bezeichnet wird.

### Zuflüsse
- Zingsbach (links)
- Irlenbuscher Bach (Hennesterbach) (links)
- Schlebacher Bach (links)